# Трупіал санта-лусійський
Трупіа́л санта-лусійський (Icterus laudabilis) — вид горобцеподібних птахів родини трупіалових (Icteridae). Ендемік Сент-Люсії.

## Опис
Довжина птаха становить 20-22 см, вага 36,9 г. Самці є дещо більшими за самиць. Вони мають переважно чорне забарвлення, плечі, нижня частина спини, надхвістя, гузка і нижня частина живота у них рудувато-оранжеві. Самиці мають подібне забарвлення, однак оранжеві частини оперення у них менш яскраві. Молоді птахи мають переважно каштанове забарвлення, ті частини оперення, які у дорослих є оранжевими, у молодих птахів є золотисто-оливкові.

## Поширення і екологія
Санта-лусійські трупіали живуть у вологих і сухих тропічних лісах, в сухих прибережних заростях, на бананових, цитрусових і кокосових плантаціях та в мангрових заростях, на висоті до 700 м над рівнем моря. Віддають перевагу вологим гірським тропічним лісам. Живляться комахами і плодами. Сезон розмноження триває з квітня до початку червня. Гніздо чашоподібне, робиться з рослинних волокон, підвішується до бананового і пальмового листя. В кладці 2-3 яйця. Насиджують самиці, за пташенятами доглядають і самці, і самці.

## Збереження
МСОП класифікує цей вид як такий, що перебуває під загрозою зникнення. За оцінками дослідників, популяція санта-лусійських трупіалів становить від 1500 до 4000 птахів. Їм загрожує знищення природного середовища, а також гніздовий паразитизм з боку синіх вашерів.